# Goidanichium atrum
Goidanichium atrum är en stekelart som beskrevs av Boucek 1970. Goidanichium atrum ingår i släktet Goidanichium och familjen puppglanssteklar. Inga underarter finns listade i Catalogue of Life.